# Voronkiv, Borîspil
Voronkiv (în ucraineană Вороньків) este localitatea de reședință a comunei Voronkiv din raionul Borîspil, regiunea Kiev, Ucraina. În secolul al XIX-lea, satul făcea parte din volostul Voronkiv, uezdul Pereiaslav.

## Demografie
Componența lingvistică a localității Voronkiv
     Ucraineană (97,03%)
     Rusă (2,67%)
     Alte limbi (0,07%)
Conform recensământului din 2001, majoritatea populației localității Voronkiv era vorbitoare de ucraineană (97,03%), existând în minoritate și vorbitori de rusă (2,67%).